# Аттико Метро
Аттико́ Метро́ (греч. «Αττικό Μετρό Α.Ε.», Attiko Metro S.A.) — компания, разработчик одноименной электрифицированной системы подземного городского пассажирского транспорта, используемой в Афинах на красной и синей линии Афинского метрополитена под управлением дочерней компании Αττικό Μετρό Εταιρεία Λειτουργίας Α.Ε. (Α.Μ.Ε.Λ. Α.Ε., Attiko Metro Operation Company S.A., AMEL S.A.), основанной в 2000 году. В июне 2011 года произошло слияние компаний Η.Σ.Α.Π., Α.Μ.Ε.Λ. и ΤΡΑΜ Α.Ε. с образованием компании Σταθερές Συγκοινωνίες Α.Ε. (ΣΤΑ.ΣΥ Α.Ε., Urban Rail Transport S.A., STASY S.A.), подразделения Οργανισμός Αστικών Συγκοινωνιών Αθηνών (Ο.Α.Σ.Α. Α.Ε., Athens Urban Transport Organisation S.A., OASA S.A.).

## История
Компания «Аттико Метро» основана в 1991 году в Афинах. Основным направлением работы компании является строительство и расширение линий метро в Афинах и Салониках. Аттико Метро специализируется на проектировании железнодорожных транспортных сетей и их интеграции в городскую инфраструктуру.
В настоящее время президентом компании является Джордж Яннис, доцент кафедры Транспортного планирования в Афинском политехническом университете.

### Синяя и красная линии
Работы по строительству линий Афинского метрополитена начались в ноябре 1991 года с целью уменьшения количества заторов на дорогах и снижения количества выхлопных газов в атмосфере. В январе 2000 года были открыты Линия 2 и Линия 3. К лету 2004 года линия была продлена до международного аэропорта «Элефтериос Венизелос». Все три линии имеют станции пересадки на трамвай и пригородную железнодорожную систему Проастиакос.